# Thomas William Duncan
Thomas William Duncan (* 15. August 1905 in Casey, Iowa; † 15. September 1987 in Las Cruces, New Mexico) war ein US-amerikanischer Schriftsteller. Viele seiner Romane spielen im Zirkus-Milieu. Sein bekanntester Roman war Gus the Great.
Duncan studierte an der Drake University und an der Harvard University. Er lehrte und arbeitete als Direktor für Öffentlichkeitsarbeit von 1942 bis 1944 am  Grinnell College und war verheiratet mit Actea Carolyn Young. Sein Leichnam wurde in einem anonymen Grab beigesetzt.

## Romane
- O Chautauqua (1935)
- Ring Horse (1940)
- Gus the Great (1947)
- Big River, Big Man (1959) (deutsch: Menschen am großen Fluss, Sonderausgabe für den Europäischen Buchklub, Stuttgart Zürich Salzburg 1962)
- Virgo Descending (1961)
- The Labyrinth (1967)
- The Sky and Tomorrow (1974)